# Chris Classic
Chris Classic (* 21. März) ist ein US-amerikanischer Rapper, der sich besonders auf Filmmusik spezialisiert.

## Songs (und die dazugehörigen Filme)
- 2004: The Party Song – Johnson Family Vacation
- 2004: Ridin’ – Harold & Kumar
- 2004: Let It Flow – Trouble ohne Paddel
- 2005: Rollin’ in the USA – Searching for Bobby D
- 2005: Now You Know – Fantastic Four
- 2005: What Cha Gonna Do – Supernatural (Serie)
- 2005: We Gonna Put It Down – Cry Wolf
- 2006: On the Run – American Pie präsentiert: Nackte Tatsachen
- 2006: Come On Shake – Date Movie
- 2007: Gangsta, What Cha Gonna Do & On the Run – The Air I Breathe – Die Macht des Schicksals
- 2007: Faraway – The Killing Floor
- 2007: Rollin’ – Fantastic Four: Rise of the Silver Surfer
- 2007: So the Say – Gossip Girl (Serie)
- 2007: Witch Doctor – Alvin und die Chipmunks – Der Kinofilm
- 2008: Give It 2 Me  – Meine Frau, die Spartaner und ich
- 2008: Call Me Thumper – Ein Schatz zum Verlieben
- 2008: Champagne Campaign – Meet the Browns
- 2008: On the Run – Harold & Kumar 2 – Flucht aus Guantanamo
- 2008: What’s the Scenario, Doin’ My Thing – Disaster Movie
- 2008: What You Talkin’ Bout – Sex Drive
- 2008: Ayo Ayo – The Clique
- 2009: Get ’Em Up – Freitag der 13.
- 2009: Gettin’ That Money – Dance Flick – Der allerletzte Tanzfilm
- 2009: You Don’t Stop (Bonus Track) – Fighting
- 2009: All Night Dance Crew – Alvin und die Chipmunks 2
- 2010: On Fire – Beilight – Bis(s) zum Abendbrot
- 2010: Beatin’ Down the Block – Wall Street: Geld schläft nicht
- 2013: You Don’t Stop NYC mit Alana D – Planes

- Des Weiteren hat er zusammen mit der Band The Deekompressors (die sich ebenfalls auf Filmsongs spezialisieren) den Soundtrack zu dem Film Miss March bearbeitet.